# Tangchi (köpinghuvudort i Kina, Heilongjiang Sheng, lat 46,98, long 123,76)
Tangchi (kinesiska: 汤池, 汤池镇) är en köpinghuvudort i Kina. Den ligger i provinsen Heilongjiang, i den nordöstra delen av landet, omkring 260 kilometer nordväst om provinshuvudstaden Harbin. Antalet invånare är 17 924. Befolkningen består av 8 821 kvinnor och 9 103 män. Barn under 15 år utgör 14,0 %, vuxna 15-64 år 79 %, och äldre över 65 år 5,0 %.
Runt Tangchi är det ganska tätbefolkat, med 80 invånare per kvadratkilometer. Närmaste större samhälle är Daxing, 11,9 km söder om Tangchi. Trakten runt Tangchi består i huvudsak av gräsmarker.
Genomsnittlig årsnederbörd är 631 millimeter. Den regnigaste månaden är juli, med i genomsnitt 196 mm nederbörd, och den torraste är januari, med 4 mm nederbörd.